# KS Ločna-Mačkovec

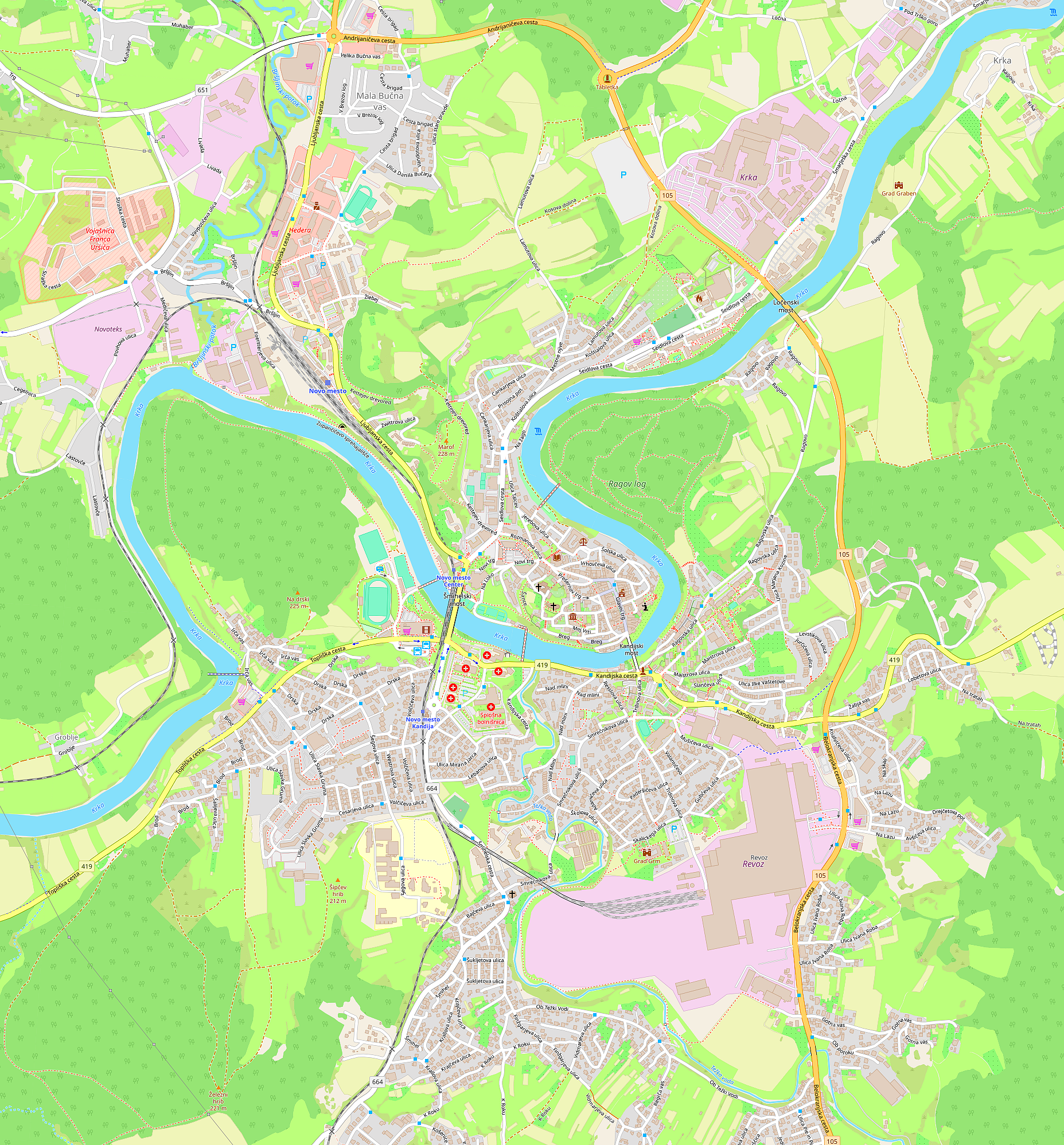
Stadt Novo mesto

Ločna-Mačkovec ist der Name einer der 23 Ortsgemeinschaften (Krajevna skupnost) in der slowenischen Stadtgemeinde Novo mesto im Südosten des Landes.
Zur Ortsgemeinschaft gehören in der Stadt Novo mesto die Straßen Gregoričeva ulica, Ločna, Mačkovec, Mlinarska pot, Pod Trško goro, Seidlova cesta (Haus-Nr. 16 bis 28 (gerade Zahlen), 29 bis 52, 54 bis 70 (gerade Zahlen), 74, 76), Stražna und Šmarješka cesta.

## Lage
Die Ortsgemeinschaft umfasst die Gebiete von Novo mesto nordöstlich der Altstadt, am linken Ufer der Krka südöstlich der Ausfahrt Novo mesto - vzhod der Avtocesta 2.
Die Verwaltung der Ortsgemeinschaft befindet sich in Novo mesto, Seidlova cesta 28.